# Донские Зори
Донские Зори — посёлок в Усть-Донецком районе Ростовской области.
Входит в состав Мелиховского сельского поселения.

## География
На повороте автомобильной дороги 60К-12 у посёлка в сторону хутора Пухляковский имеется смотровая площадка с видом на Дон. На этом же повороте имеется АЗС.

### Улицы
- ул. Дачная,
- ул. Шоссейная,
- пер. Балочный,
- пер. Садовый.

## Население
| 2010 |
| ---- |
| 102  |